# بيتر زاتمان
بيتر ساتمان (بالألمانية: Peter Sattmann )‏ (و. 1947  م) هو ملحن، وممثل مسرحي، ومؤلف ألماني، ولد في تسفيكاو.

## وصلات خارجية
- بيتر زاتمان على موقع IMDb (الإنجليزية)
- بيتر زاتمان على موقع مونزينجر (الألمانية)
- بيتر زاتمان على موقع ألو سيني (الفرنسية)
- بيتر زاتمان على موقع ميوزك برينز (الإنجليزية)
- بيتر زاتمان على موقع أول موفي (الإنجليزية)
- بيتر زاتمان على موقع قاعدة بيانات الأفلام السويدية (السويدية)
- بيتر زاتمان على موقع قاعدة بيانات الفيلم (الإنجليزية)
- بيتر زاتمان على موقع كينوبويسك (الروسية)